# Alexis Gutiérrez
Alexis Hazael Gutiérrez Torres (León, 26 de febrero de 2000) es un futbolista mexicano que juega como centrocampista en el Club América de la Primera División de México.

## Trayectoria

### Inicios
Originario de León de Los Aldama, se integró a una filial de Guadalajara, siendo invitado más tarde a un campamento del equipo a los 12 años, donde empezaría un reclutamiento con 60 jugadores. Con 13 años, fue seleccionado para formar parte de las fuerzas básicas de la institución. Hizo el proceso desde la categoría sub-13 hasta la sub-18, sin recibir la oportunidad de debutar con el primer equipo. Durante el proceso del pre-mundial sub-20, es citado por Ricardo Peláez para cerrar su pase con el Cruz Azul.

### Cruz Azul

#### Primeras temporadas
Bajo el mando de Pedro Caixinha, debuta como profesional el 16 de enero de 2019 en la derrota 2 a 3 ante el León por la jornada 1 del torneo de Copa Clausura 2019, donde disputaría los cuatro partidos hasta la eliminación del equipo. Más tarde, el 28 de abril, debutaría en el campeonato de Liga en el triunfo como visitante de 4 a 1 ante Lobos de la BUAP.
Sin embargo, los torneos siguientes sería relegado a la banca, tanto por Caixinha (hasta su destitución en la jornada 8 del Apertura), como por el uruguayo Robert Siboldi. Durante ese lapso, fue relegado a la sub-20 del equipo, donde disputaría 46 encuentros y anotaría 5 goles. Luego de la cancelación del Clausura 2020, donde el equipo iba de líder general, disputaban en verano la Copa por México, torneo de preparación que sirvió de antesala para el Guard1anes 2020. Gutiérrez recibía la oportunidad del técnico uruguayo durante la competencia, donde se destacaría su anotación ante el América y su cobro en la tanda de penales ante los Tigres.
Anotó su primer gol como profesional en la jornada 1 del Guardianes 2020 para el triunfo 2 a 0 sobre Santos Laguna en la cancha del estadio Olímpico Universitario. Pese a fungir como buen recambió, Siboldi no le dio mucha cabida en el resto del torneo, hasta su destitución del cargo luego de quedar eliminados en semifinales ante Universidad Nacional. Del mismo modo, la llegada del peruano Juan Reynoso no cambió el panorama para el jugador quién, a pesar de lograr el campeonato de Liga en el Guard1anes 2021, sería cedido al Tapatío a inicios de 2022, con el objetivo de que sumara minutos de juego.

#### Cesión a Tapatío y retorno a la Noria
Encontraría regularidad con el Tapatío de la Liga de Expansión, disputando 29 encuentros entre los torneos Clausura y Apertura de 2022, clasificando en ambos a la ronda de reclasificación a la liguilla, pero siendo eliminados por Cimarrones y Zacatecas respectivamente. Más tarde, el 11 de diciembre, se hizo oficial la reincorporación de Gutiérrez al primer equipo de Cruz Azul, con la posibilidad de hacerse de un papel como jugador titular de la plantilla dirigida por Raúl Gutiérrez. Nuevamente se destacaría en la segunda edición de la Copa por México, anotando en la final ante Guadalajara el primero del triunfo 2 a 0, consagrándose bicampeones del torneo amistoso. En su regreso al máximo circuito, fue el jugador que más distancia recorrió (15.15 km) y el que más velocidad promedió (10.1 km/h) durante la jornada 1 del Clausura 2023.
Encontró su mejor versión bajo la dirección del argentino Martín Anselmi durante el Apertura 2024, finalizando el torneo con 3 goles y 3 asistencias en 17 encuentros. El 25 de junio de 2025 se anunció su salida de Cruz Azul tras 5 años en el equipo.

### América
El 25 de junio de 2025 fue anunciado como el primer refuerzo del Club América de cara al Torneo Apertura 2025, a cambio de 5 millones de dólares.

## Selección nacional

### Categorías inferiores

#### Sub-17
Alexis inició su proceso con el combinado sub-17 bajo el mando del técnico Mario Arteaga. Mantuvo regularidad y disputó el Campeonato Sub-17 de la Concacaf de Panamá, asimismo, su nombre apareció en la lista definitiva de jugadores que disputarían la Copa Mundial Sub-17 en la India.

#### Sub-20
Fue incluido en la lista de jugadores para el Campeonato Sub-20 de la Concacaf de Estados Unidos, donde quedarían subcampeones del torneo, y con esto, se clasificaban a la Copa Mundial Sub-20 de Polonia, sin embargo, Gutiérrez se quedaría fuera de la lista para la justa mundialista.

### Selección absoluta
El 19 de noviembre de 2024 debuta con la selección de México bajo la dirección de Javier Aguirre en el triunfo 4-0 ante Honduras correspondiente a los cuartos de final de vuelta de la Liga de Naciones de la Concacaf.

### Participaciones en fases finales
| Torneo                      | Categoría | Sede           | Resultado        | Partidos | Goles |
| --------------------------- | --------- | -------------- | ---------------- | -------- | ----- |
| Campeonato de 2017          | Sub-17    | Panamá         | Campeón          | 1        | 0     |
| Copa del Mundo 2017         | Sub-17    | India          | Octavos de final | 4        | 0     |
| Campeonato de 2018          | Sub-20    | Estados Unidos | Subcampeón       | 4        | 2     |
| Liga de Naciones de 2024-25 | Absoluta  | Concacaf       | Campeón          | 1        | 0     |

## Estadísticas

### Clubes
Actualizado al último partido disputado el 9 de agosto de 2025.
| Club               | Div.          | Temporada     | Liga  | Liga  | Liga   | Copas nacionales | Copas nacionales | Copas nacionales | Copas internacionales | Copas internacionales | Copas internacionales | Total | Total | Total  |
| Club               | Div.          | Temporada     | Part. | Goles | Asist. | Part.            | Goles            | Asist.           | Part.                 | Goles                 | Asist.                | Part. | Goles | Asist. |
| ------------------ | ------------- | ------------- | ----- | ----- | ------ | ---------------- | ---------------- | ---------------- | --------------------- | --------------------- | --------------------- | ----- | ----- | ------ |
| Cruz Azul · México | 1.ª           | 2018-19       | 1     | 0     | 0      | 4                | 0                | 0                | —                     | —                     | —                     | 5     | 0     | 0      |
| Cruz Azul · México | 1.ª           | 2019-20       | 1     | 1     | 0      | —                | —                | —                | —                     | —                     | —                     | 1     | 1     | 0      |
| Cruz Azul · México | 1.ª           | 2020-21       | 10    | 1     | 0      | —                | —                | —                | 2                     | 1                     | 0                     | 12    | 2     | 0      |
| Cruz Azul · México | 1.ª           | 2021-22       | 3     | 0     | 0      | —                | —                | —                | —                     | —                     | —                     | 3     | 0     | 0      |
| Cruz Azul · México | 1.ª           | 2022-23       | 5     | 0     | 0      | —                | —                | —                | —                     | —                     | —                     | 5     | 0     | 0      |
| Cruz Azul · México | 1.ª           | 2023-24       | 32    | 1     | 1      | —                | —                | —                | —                     | —                     | —                     | 32    | 1     | 1      |
| Cruz Azul · México | 1.ª           | 2024-25       | 34    | 3     | 5      | —                | —                | —                | 11                    | 0                     | 1                     | 45    | 3     | 6      |
| Cruz Azul · México | Total club    | Total club    | 86    | 6     | 6      | 4                | 0                | 0                | 13                    | 1                     | 1                     | 103   | 7     | 7      |
| Tapatío · México   | 2.ª           | 2021-22       | 14    | 0     | 2      | —                | —                | —                | —                     | —                     | —                     | 14    | 0     | 2      |
| Tapatío · México   | 2.ª           | 2022-23       | 15    | 0     | 0      | —                | —                | —                | —                     | —                     | —                     | 15    | 0     | 0      |
| Tapatío · México   | Total club    | Total club    | 29    | 0     | 2      | 0                | 0                | 0                | 0                     | 0                     | 0                     | 29    | 0     | 2      |
| América · México   | 1.ª           | 2025-26       | 4     | 0     | 1      | 0                | 0                | 0                | 2                     | 0                     | 0                     | 6     | 0     | 1      |
| América · México   | Total club    | Total club    | 4     | 0     | 1      | 0                | 0                | 0                | 2                     | 0                     | 0                     | 6     | 0     | 1      |
| Total carrera      | Total carrera | Total carrera | 119   | 6     | 9      | 4                | 0                | 0                | 15                    | 1                     | 1                     | 139   | 7     | 10     |

### Selección
Actualizado al último partido jugado el 19 de noviembre de 2024.
| Selección         | Año   | Eliminatorias | Eliminatorias | Eliminatorias | Continental | Continental | Continental | Mundial | Mundial | Mundial | Amistosos | Amistosos | Amistosos | Total | Total | Total  | Media goleadora |
| Selección         | Año   | Part.         | Goles         | Asist.        | Part.       | Goles       | Asist.      | Part.   | Goles   | Asist.  | Part.     | Goles     | Asist.    | Part. | Goles | Asist. | Media goleadora |
| ----------------- | ----- | ------------- | ------------- | ------------- | ----------- | ----------- | ----------- | ------- | ------- | ------- | --------- | --------- | --------- | ----- | ----- | ------ | --------------- |
| Sub-17 · México   |       |               |               |               |             |             |             |         |         |         |           |           |           |       |       |        |                 |
| 2017              | —     | —             | —             | 1             | 0           | 1           | 4           | 0       | 0       | —       | —         | —         | 5         | 0     | 1     | 0.00   |                 |
| Total             | 0     | 0             | 0             | 1             | 0           | 1           | 4           | 0       | 0       | 0       | 0         | 0         | 5         | 0     | 1     | 0.00   |                 |
| Sub-20 · México   |       |               |               |               |             |             |             |         |         |         |           |           |           |       |       |        |                 |
| 2018              | —     | —             | —             | 4             | 2           | 4           | —           | —       | —       | 2       | 0         | 0         | 6         | 2     | 4     | 0.33   |                 |
| 2019              | —     | —             | —             | —             | —           | —           | —           | —       | —       | 1       | 0         | 0         | 1         | 0     | 0     | 0.00   |                 |
| Total             | 0     | 0             | 0             | 4             | 2           | 4           | 0           | 0       | 0       | 3       | 0         | 0         | 7         | 2     | 4     | 0.28   |                 |
| Absoluta · México | 2024  | —             | —             | —             | 1           | 0           | 0           | —       | —       | —       | —         | —         | —         | 1     | 0     | 0      | 0.00            |
| Absoluta · México | Total | 0             | 0             | 0             | 1           | 0           | 0           | 0       | 0       | 0       | 0         | 0         | 0         | 1     | 0     | 0      | 0.00            |
| Total             | Total | 0             | 0             | 0             | 6           | 2           | 5           | 4       | 0       | 0       | 3         | 0         | 0         | 13    | 2     | 5      | 0.17            |

## Palmarés

### Títulos nacionales
| Título               | Club      | País   | Año  |
| -------------------- | --------- | ------ | ---- |
| Primera División     | Cruz Azul | México | 2021 |
| Campeón de Campeones | Cruz Azul | México | 2021 |

### Títulos internacionales
| Título                           | Equipo *            | Sede           | Año  |
| -------------------------------- | ------------------- | -------------- | ---- |
| Campeonato Sub-17 de la Concacaf | Selección de México | Panamá         | 2017 |
| Copa de Campeones de la Concacaf | Cruz Azul           | México         | 2025 |
| Liga de Naciones de la Concacaf  | Selección de México | Estados Unidos | 2025 |

Nota * : incluyendo la selección.

### Distinciones individuales
| Distinción                                        | Año  |
| ------------------------------------------------- | ---- |
| Equipo ideal del Campeonato Sub-17 de la Concacaf | 2017 |